# Ricardo Garcia (Volleyballspieler)
Ricardo Bermudez Garcia, genannt Ricardinho (* 19. November 1975 in São Paulo) ist ein brasilianischer Volleyballspieler.

## Karriere
Garcia begann seine Karriere bei EC Banespa. Anschließend spielte er für sechs weitere Vereine in Brasilien. 1997 debütierte er in der brasilianischen Nationalmannschaft, mit der er im gleichen Jahr Südamerikameister wurde. 1999 sowie 2001 und 2003 verteidigten die Brasilianer den Titel. 2001 siegten sie außerdem in der Weltliga. Nachdem die Mannschaft mit Garcia im folgenden Jahr im gleichen Wettbewerb im Finale unterlegen war, bezwang sie im Endspiel der Weltmeisterschaft 2002 Russland. 2003 gelang dem Zuspieler mit Brasilien der erste von fünf aufeinanderfolgenden Titeln in der Weltliga sowie der Erfolg im World Cup. Im gleichen Jahr wechselte er zu Minas Tênis Clube. Im olympischen Turnier gewann Brasilien mit Garcia durch einen Finalsieg gegen Italien die Goldmedaille. Anschließend wurde der Zuspieler vom italienischen Erstligisten Pallavolo Modena verpflichtet. Bei der WM 2006 verteidigte Brasilien den Titel im Endspiel gegen Polen. Mit Modena gewann Garcia den Challenge Cup 2008. Danach wechselte er zum Ligakonkurrenten Sisley Treviso, für den er bis 2010 spielte. Später kehrte er in die Heimat zurück und aktuell ist er für Volei Futuro aktiv. Bei den Olympischen Spielen 2012 in London gewann er mit Brasilien die Silbermedaille.